# 熊谷徹 (ジャーナリスト)
熊谷 徹（くまがい とおる、1959年 - ）は、日本のジャーナリスト。

## 来歴
東京都生まれ。
1982年、早稲田大学政経学部卒業後、NHKに入局する。ワシントン支局勤務中にベルリンの壁崩壊、米ソ首脳会談などを取材する。ドイツ再統一前後からフリージャーナリストとしてドイツ・ミュンヘン市に在住し、取材・執筆を続けている。
2007年、『ドイツは過去とどう向き合ってきたか』で年度平和・協同ジャーナリズム奨励賞受賞。
2024年、日本のごみ収集についてドイツ・ミュンヘンと比較し「日本に住むと感じるストレスの一つは、ゴミの分別の複雑さ。曜日ごとに出すゴミの種類が決められる。不燃物などを捨てるにはゴミ袋を買わされる。ミュンヘンは、ドイツでも最も分別ストレスが少ない町の１つ。古紙以外は、すべてのゴミを同じ巨大なゴミ箱に捨てるだけ。 分別は原則として不要だ。」とコメントしたが、コミュニティーノートを付けられ「家庭ゴミ(Restmüll）、有機ゴミ(Biomüll) プラスチックやビン、缶、ペットボトル等のリサイクルゴミ 紙 での分別は必要です。 また、電池や家電、粗大ゴミなども別途対応が必要です。」と明確に反証を付けられた。

## 著書
- 『ドイツの憂鬱』丸善ライブラリー 1992
- 『新生ドイツの挑戦』丸善ライブラリー 1993
- 『住まなきゃわからないドイツ』絵と文 新潮社 1997、新潮文庫 2001
- 『寄り道しなきゃわからないヨーロッパ』新潮社 2003
- 『びっくり先進国ドイツ』絵と文 新潮社 2004、新潮文庫 2007
- 『ドイツの教訓 変わりゆく自由化市場と原子力政策』日本電気協会新聞部「電気新聞ブックス 電力自由化シリーズ」 2005
- 『ドイツ病に学べ』新潮選書 2006
- 『顔のない男 東ドイツ最強スパイの栄光と挫折』新潮社 2007
- 『ドイツは過去とどう向き合ってきたか』高文研 2007
- 『観光コースでないベルリン ヨーロッパ現代史の十字路』高文研 2009
- 『あっぱれ技術大国ドイツ』新潮文庫 2011
- 『脱原発を決めたドイツの挑戦 再生可能エネルギー大国への道』角川SSC新書 2012
- 『なぜメルケルは「転向」したのか ドイツ原子力四〇年戦争の真実』日経BP社 2012
- 『ドイツ中興の祖 ゲアハルト・シュレーダー』日経BP社 2014
- 『ドイツ人はなぜ、1年に150日休んでも仕事が回るのか』青春出版社・青春新書 2015
- 『日本とドイツ ふたつの「戦後」』集英社新書 2015
- 『ドイツ人が見たフクシマ 脱原発を決めたドイツと原発を捨てられなかった日本』保険毎日新聞社 2016
- 『偽りの帝国 緊急報告・フォルクスワーゲン排ガス不正の闇』文藝春秋 2016
- 『日本の製造業はIOT先進国ドイツに学べ』洋泉社 2017
- 『5時に帰るドイツ人、5時から頑張る日本人』ソフトバンク新書 2017
- 『イスラエルがすごい　マネーを呼ぶイノベーション大国』新潮新書 2018
- 『ドイツ人はなぜ、年290万円でも生活が「豊か」なのか』青春新書 2019
- 『欧州分裂クライシス　ポピュリズム革命はどこへ向かうか』NHK出版新書 2020

## 出演

### ネット番組
- ポリタスTV（YouTube、2020年9月15日）